# تانگاتاروو
تانگاتاروو (انگلیسی: Tangatarovo) یک شهرک در شهرستان بورایفسکی باشقیرستان کشور روسیه است.